# NewsMuseum
O NewsMuseum (em português: Museu das Notícias) é um museu dedicado às notícias, aos media e à comunicação situado em Sintra, Portugal. Inspirado no Newseum, de Washington (EUA), foi inaugurado nos primeiros minutos do dia 25 de abril de 2016, num evento que contou com a presença do presidente da república Marcelo Rebelo de Sousa.
O atual museu ocupa as antigas instalações do Museu do Brinquedo e apresenta, num espaço físico e também virtual, uma história da evolução dos media e das disciplinas do jornalismo.
A Associação Acta Diurna, que promove o projeto e cujo presidente é Luís Paixão Martins, investiu aproximadamente 1,8 milhões de euros no museu. O projeto contou ainda com o apoio da Câmara Municipal de Sintra, que cedeu o imóvel no centro histórico à associação Acta Diurna, por 20 anos.

## Características

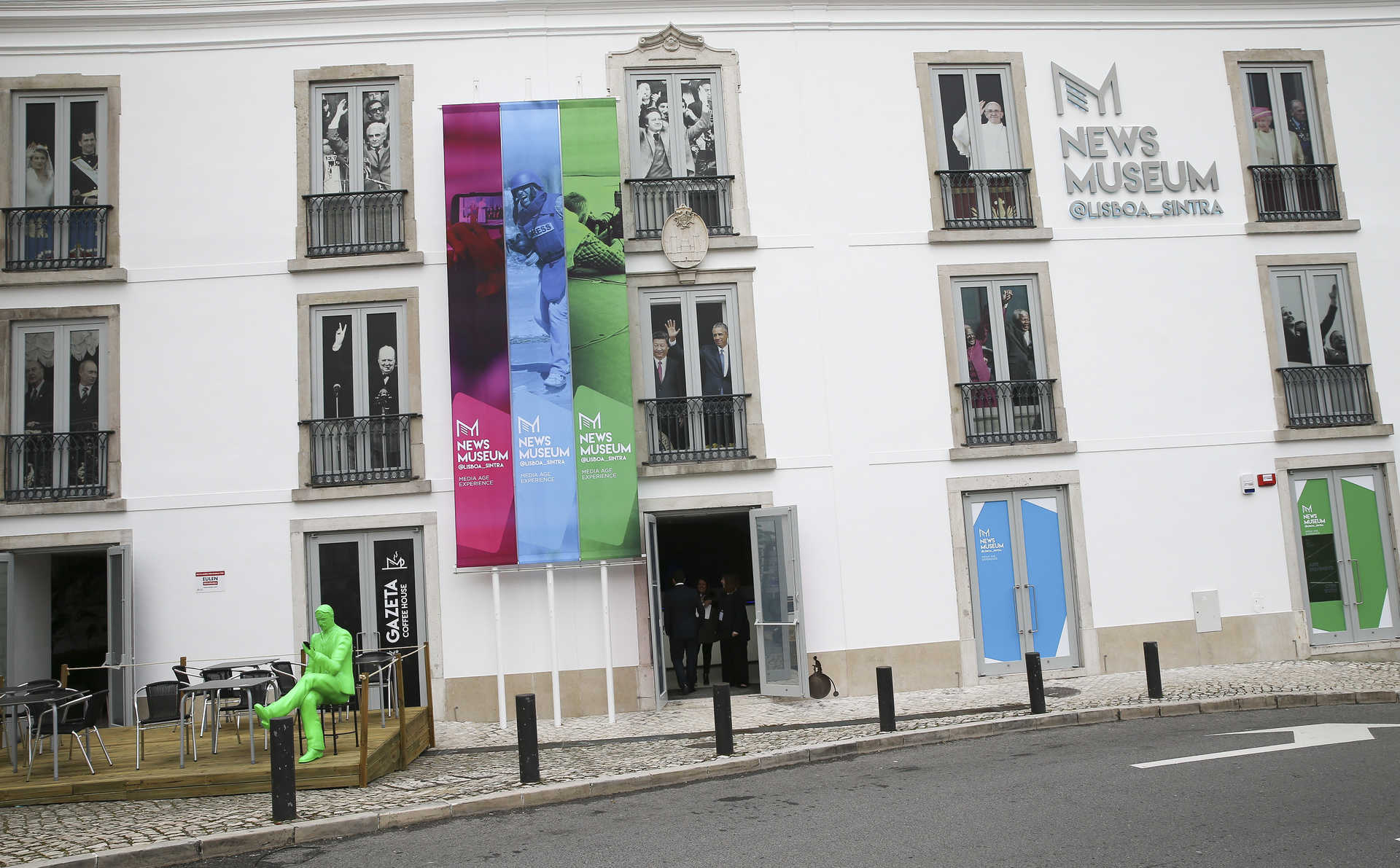
NewsMuseum

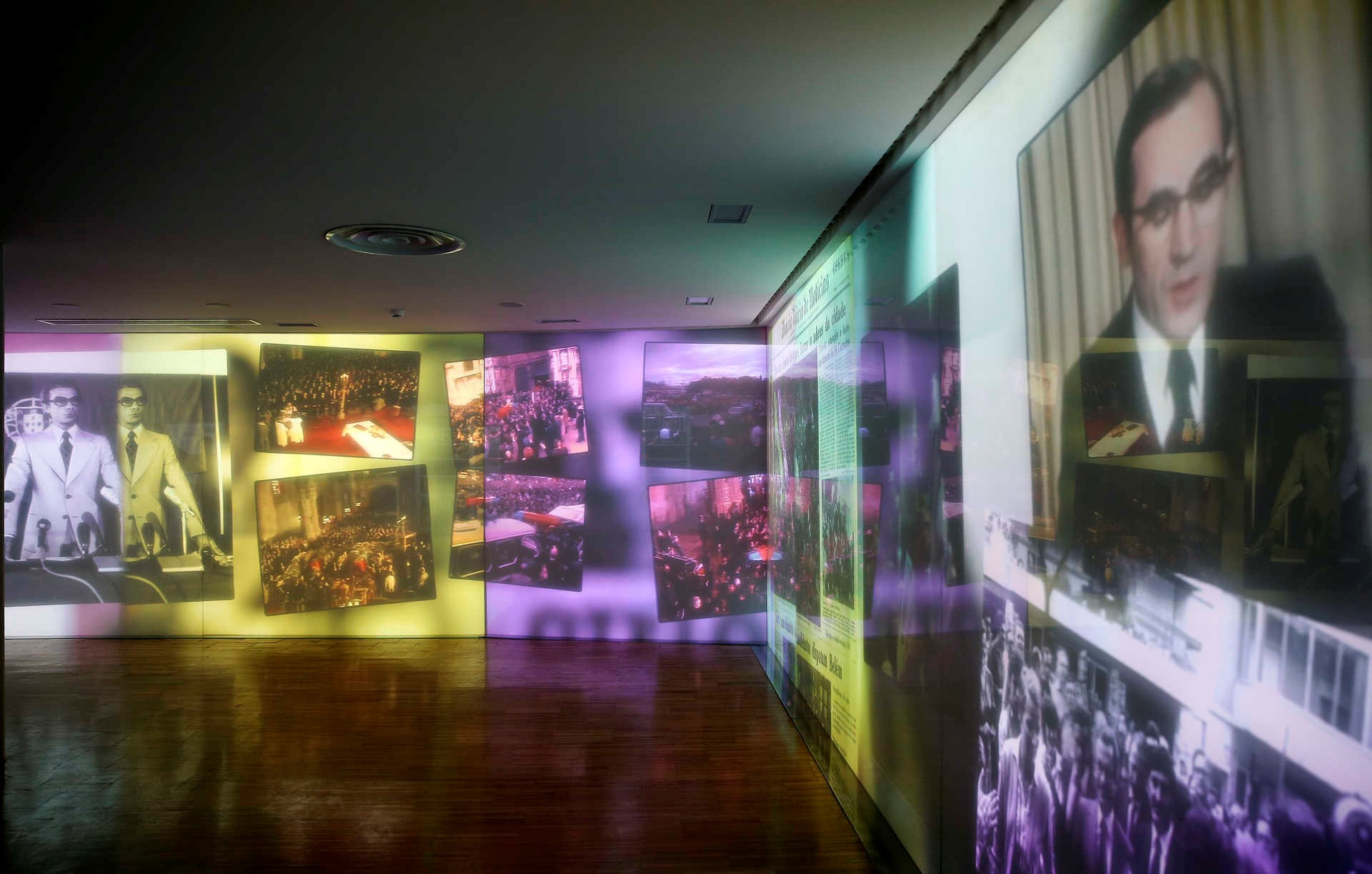
A visão a 360º no Lounge

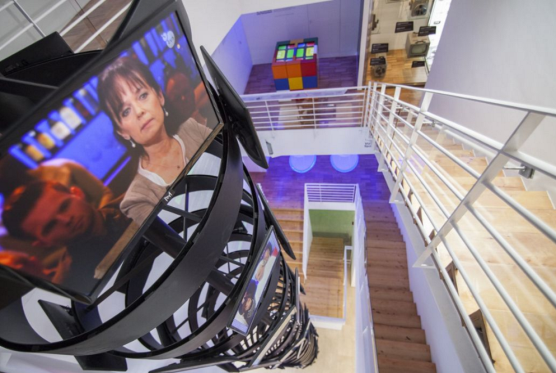
Os ecrãs da "Pirâmide de Babel"

A experiência começa no exterior, onde os visitantes podem encontrar uma estátua do jornalista e escritor Eça de Queiroz, de olhos postos no seu smartphone.
Em mais de 25 módulos temáticos, espalhados pelos três andares do edifício, são recordados episódios da história de Portugal e do Mundo através da sua cobertura jornalística.
São mais de 300 artigos de consulta, num total de 16 horas de informação/entretenimento e multimédia, sempre numa abordagem interativa que permite ao visitante não só ver como também participar nas estórias.
O NewsMuseum pretende ser uma Media Age Experience, uma janela aberta para o mundo dos media e da comunicação, e para o impacto destes na sociedade, recorrendo para isso a uma forte componente digital e tecnológica.
Os conteúdos do NewsMuseum estão disponíveis em português e inglês, tornando o projeto verdadeiramente bilíngue.

## Áreas temáticas
O Lounge, uma das salas mais emblemáticas do NewsMuseum, conta estórias através de um ecrã tátil com 67 m2, um dos maiores do mundo, e apresenta uma visão a 360°, no qual ver vídeos é uma experiência inovadora, é como estar numa sala do futuro.
O Jornalismo de Guerra, uma sala com curadoria do jornalista José Rodrigues dos Santos, recria a varanda onde os repórteres cobriram a primeira noite da Guerra do Golfo, e é posta em revista a estreita ligação dos diferentes meios de comunicação com os mais significativos conflitos da história mundial contemporânea.
Na sala dedicada aos Duelos recordam-se os grandes duelos mediáticos, num módulo sobre os confrontos que os media retrataram, como o célebre debate entre Mário Soares e Álvaro Cunhal após o “verão quente” de 1975.
Na área temática sobre Propaganda é possível lembrar os mais emblemáticos propagandistas, incluindo António Ferro, e os críticos desta forma de comunicação, bem como conhecer icónicos cartazes políticos e até afixar alguns deles na parede do NewsMuseum.
Na sala do Desporto, destaque para as carreiras mediáticas de Eusébio e Cristiano Ronaldo, bem como para a exibição “8 Best of: Melhores Momentos do Desporto”, dedicada a grandes momentos desportivos que marcaram os portugueses, como o golo de Eder no Euro 2016, as vitórias de Rosa Mota e Carlos Lopes nos Jogos Olímpicos de 1988 e 1984 ou a conquista do título de campeão do mundo de Ciclismo por Rui Costa, em 2013. A escolha resultou de uma votação online conduzida pelo jornal Record, que é parceiro no projeto, e a inauguração da exposição, no dia 19 de novembro de 2019, contou com a presença do ministro da Educação, Tiago Brandão Rodrigues.
A área temática dedicada à Rádio permite aos visitantes entrar numa cabine radiofónica e ler o comunicado do Movimento das Forças Armadas ao microfone, reproduzindo o ambiente vivido na madrugada do dia 25 de abril de 1974.
Através da "Pirâmide de Babel", uma torre metálica com 69 televisões, pode-se assistir à emissão dos principais canais de notícias de todo o planeta. Numa das paredes do espaço são projetadas, em tempo real, notícias de meios de comunicação nacionais e internacionais.
Um globo interativo permite aos visitantes do NewsMuseum descobrir o índice de liberdade de imprensa pelo mundo.
Algumas das maiores figuras do jornalismo português são recordadas através de conteúdos multimédia, num módulo que conta com depoimentos de vários profissionais da área.
Existe ainda espaço para salas dedicadas ao fotojornalismo, às “más notícias”, ao marketing e às relações públicas. Há ainda uma exposição de “objetos do passado”: câmaras de filmar dos anos 50, gira-discos profissionais, telexes e réplicas das roupas que as pivôs dos telejornais vestiram, cedidos pela RTP, LUSA e EFE.
Ao longo dos três pisos, existem também diversas Fun Zones, incluindo um cubo de Rubik onde os visitantes podem construir a primeira página de um jornal de acordo com as suas respostas a questões sobre ética jornalística. Manuela Moura Guedes testa a cultura mediática dos visitantes num concurso sobre o mundo da comunicação. O NewsMuseum propõe ainda uma viagem até ao futuro através dos óculos de realidade virtual, uma experiência de oito minutos que transporta o visitante pelo jornalismo da atualidade e do futuro.
A experiência mediática estende-se a todos os espaços do NewsMuseum, incluindo o elevador, onde se ouve, entre outros, o discurso da Robot Sofia, no qual comunica a atribuição da sua nacionalidade à Arábia Saudita. Também os jornalistas “mais famosos do planeta” – Tintin e Clark Kent (o Super-Homem) – compõem um painel com ilustrações e vídeos.

## Exposições temporárias
No dia 25 de abril de 2017 o NewsMuseum inaugurou a exposição ‘Macho Media’, uma mostra multimédia interativa em torno dos principais marcos e episódios mediáticos da luta contra o machismo e pela emancipação feminina. 

## Serviço Educativo
O museu possui ainda um pequeno auditório e um espaço para emissões televisivas "em direto", áreas vocacionadas para as escolas, com o objetivo de fazer a literacia dos 'media' junto dos mais novos. A visita inclui ainda uma pequena “aula” com um dos curadores, como Manuel Falcão, José Rodrigues dos Santos e Paula Cordeiro, sobre um tema previamente selecionado, como Jornalismo de Guerra, Redes Sociais, A Rádio, O Futuro dos Média, Em direção ao Perigo (Documentário sobre o 11 de setembro), O mundo Digital: Wikileaks (RTP ensina), O Muro de Berlim e a Imprensa. 

## Biblioteca NewsMuseum
O NewsMuseum promove ainda a Biblioteca NewsMuseum, uma iniciativa com a chancela da Chiado Editora que reúne obras relacionadas com jornalismo, media e comunicação.
No dia 15 de outubro de 2015 foram apresentados na Escola Superior de Comunicação Social, em Lisboa, os dois primeiros livros da Biblioteca NewsMuseum: Novo Dicionário da Comunicação, obra que reúne termos de várias gerações do jornalismo e dos media, e Tinha tudo para correr mal, livro de memórias profissionais de Luís Paixão Martins.